# Daniel Bermúdez
Daniel Bermúdez Samper (1950) es un reconocido arquitecto colombiano, hijo del también arquitecto Guillermo Bermúdez. Vive en Bogotá, Colombia, donde ha construido la mayor parte de su obra. Es profesor e investigador en la Universidad de los Andes desde 1975.

## Vida personal
Daniel Bermúdez es hijo del también arquitecto Guillermo Bermúdez Umaña y de la gestora cultural Graciela Samper Gnecco. Bermúdez es primo del expresidente de Colombia Ernesto Samper y del escritor y periodista Daniel Samper Pizano, así como sobrino del arquitecto Germán Samper.
Se casó con Inés Obregón Martínez de Irujo el 18 de junio de 1981, con quien tiene tres hijos: Diego, Ramón y Antonio, todos arquitectos. De igual modo, Inés es arquitecta y es hija del diplomático e ingeniero Mauricio Obregón y de María Cristina Martínez de Irujo y Artazcoz; sobrina de Luis Martínez de Irujo y Artázcoz y por consiguiente prima de Carlos Fitz-James Stuart, xix duque de Alba de Tormes.

## Obras

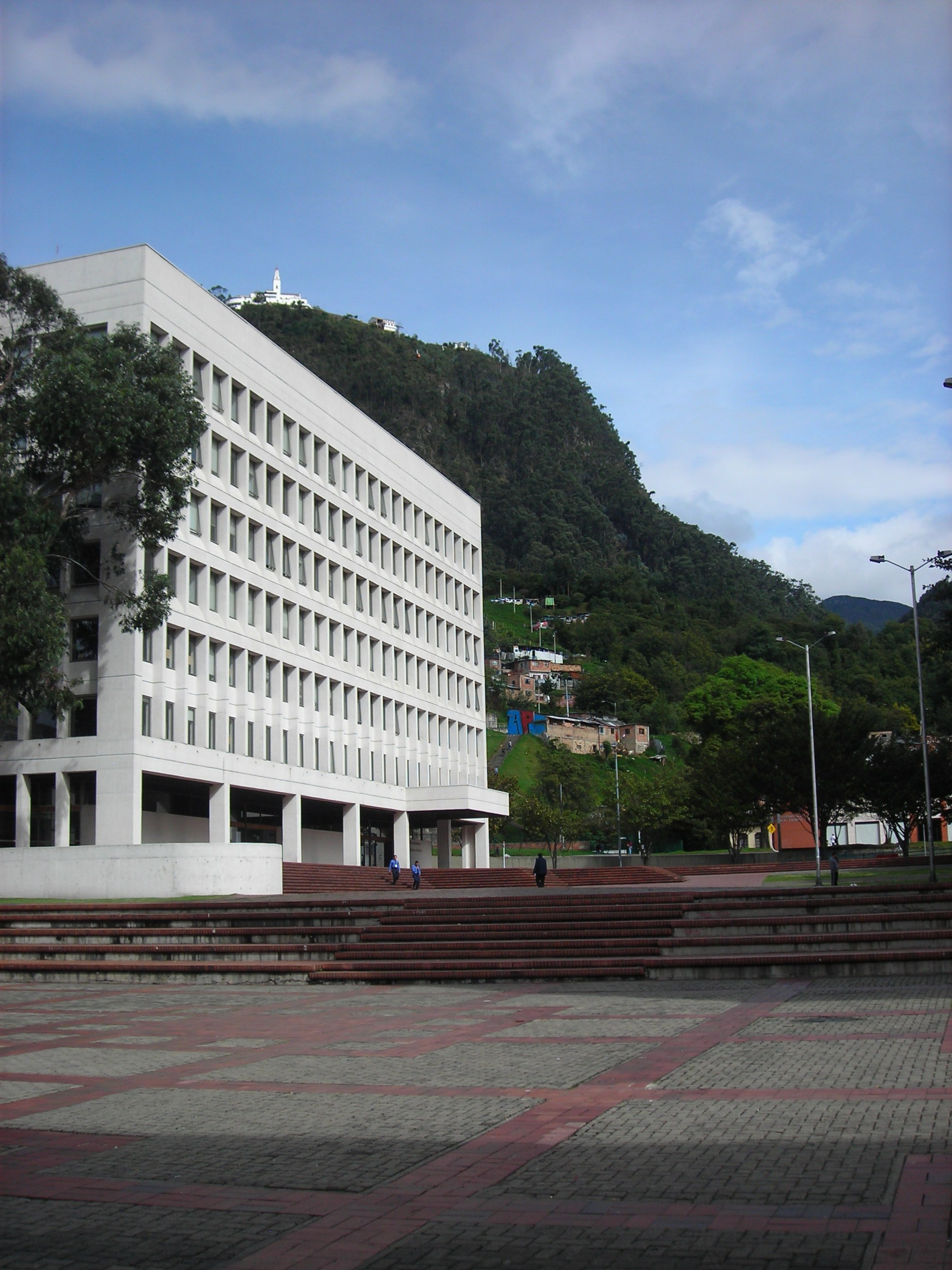
Vicerrectoría de Posgrados de la universidad Jorge Tadeo Lozano.

Algunos de sus edificios más importantes son:
- Embajada de Francia en Bogotá
- Biblioteca El Tintal (Bogotá, 2000).
- Bloques C (Facultad de Arquitectura y Diseño), B, H, W, edificio Lleras y S1, en la Universidad de los Andes, Bogotá.
- Plaza Tadeo Lozano, edificios de Posgrados, Auditorio y Biblioteca de la Universidad Jorge Tadeo Lozano.
- Biblioteca Pública Julio Mario Santo Domingo, Bogotá.
- Ágora Bogotá, Centro de Convenciones. En conjunto con Juan Herreros.

## Premios
- Primer Puesto Bienal de Arquitectura (1992, 1998, 2004 y 2018)
- Premio Excelencia del Concreto (1998, 2002 y 2004)
- Premio Obras Cemex (2004)[4]

## Otras actividades
Daniel Bermúdez Samper fue miembro del jurado de los Premios HolcimLafarge de Construcción Sostenible para América Latina en 2008.